# 流れ (数学)

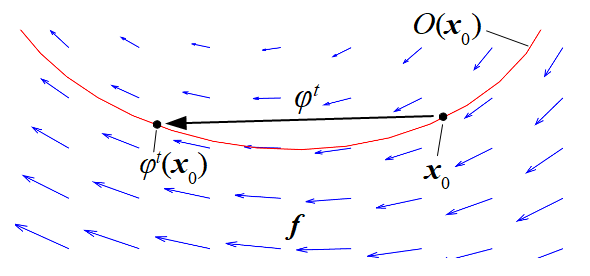
流れ φ^{t}, 点 x_{0}, 像 φ^{t}(x_{0}), 軌道 O(x_{0}), ベクトル場 f の関係

数学における、特に力学系理論における流れ（英: flow）は、実数で表される連続時間で決定論的な時間発展を定式化したものである。ある種の条件を満たす連続写像（の族）として与えられ、群論の言葉で言えば、加法群 ℝ の相空間への群作用に相当する。典型的には、ベクトル場（あるいはそれを与える自励系常微分方程式）によって流れが定まる。流れを指して連続力学系や力学系とも呼ぶ。

## 定義
流れの具体的な定義は以下の通りである。位相空間 X 上の連続写像 φ : ℝ × X → X を考え、(t, x) ∈ ℝ × X に対する φ(t, x) を φt (x) と表す。φt (x) で定められた φt :  X → X が、任意の t ∈ ℝ と任意の x ∈ X について
を充たすとき、写像の族 {φt | t ∈ ℝ} を流れと呼ぶ。ここで ℝ は実数全体の集合、idX は恒等写像を表す。
流れが充たすべき性質 (1) (2) は、考察するシステムの状態が決定論的に決まり、初期状態と負の時間も含めた経過した時間だけが変化を決めるという仮定から導かれるものである。時刻 t1 ∈ ℝ で状態 x1 ∈ X になり、時刻 t2 ∈ ℝ で状態 x2 ∈ X になるようなシステムがあるとする。ここでいう決定論的とは、x2 は t1, x1, t2 が決まれば一意的に決まることを言う。初期状態と負の時間も含めた経過した時間だけが変化を決めるとは、x1 と t = t2 − t1 だけで x2 が一意的に決まることを言う。簡単に言うと、充たすべき性質 (1) (2) は、ある初期状態が t 時間経ち更に s 時間経ってたどり着く状態は、同じ初期状態が t + s 時間経ってたどり着く状態と同じ、ということを意味している。流れを連続写像とする仮定は、充分に近い（似た）2つの初期状態から出発すれば、ほとんど同じ時間経過後のそれぞれの状態も近い（似ている）ということを意味する。
流れ {φt | t ∈ ℝ} を連続力学系や連続時間の力学系あるいは単に力学系と呼ぶこともある。各写像 φt :  X → X は、これら自体も流れと呼んだり、時間 t 写像と呼んだりする。また、流れを元の表記、すなわち直積集合 ℝ × X から集合 X への連続写像 φ : ℝ × X → X, (φ(t, x)) で表すこともある。この表記で流れの性質 (1) (2) を表すと、
である。
性質 (1) (2) より、φ−t は φt の逆写像となるため、φt は同相写像でもある。これら性質によって、流れ {φt | t ∈ ℝ} は群構造を持つ。群論の言葉で言えば、写像族 {φt | t ∈ ℝ} は加法群 ℝ の相空間への群作用を定めている。流れ {φt | t ∈ ℝ} が与えれると、点 x0 を通る軌道
が定義できる。軌道は初期状態 x0 の t 時間後の状態 φt(x0) について t を変化させたときの軌跡なので、この流れによる x0 の時間発展の様子を表現する。

## ベクトル場が生成する流れ
力学系の典型例は、自励系の常微分方程式の形で与えられる。n 次元ユークリッド空間 ℝn 上で、独立変数を t ∈ ℝ 、従属変数を x ∈ ℝn とする次のような自励系の常微分方程式で与えられているとする。
この方程式の解 x(t) と書く。解の存在と一意性が充たされる初期値問題 t = 0 で  x0 = x(0) を通る場合を考え、この解を改めて φ(t, x0) と表す。簡単のため、任意の t ∈ ℝ と x0 ∈ ℝn について φ(t, x0) が存在すると仮定する。
このとき、φ は点 x0 を t 時間後の点 φ(t, x0) に対応付ける写像 φt :  ℝn → ℝn として機能し、性質 (1) (2) を充たす。微分方程式の f (x) は ℝn 上のベクトル場を与えるので、φt はベクトル場 f の流れやベクトル場 f が生成する流れなどと呼ばれる。
逆に、流れ φt が t について微分可能ならば、ある自励系常微分方程式を定めることもできる。ベクトル場 f が Cr 級であれば、それから生成される流れ φt は Cr 級微分同相写像である。